# Vojsko (gmina Vodice)
Vojsko – wieś w Słowenii, w gminie Vodice. W 2018 roku liczyła 146 mieszkańców.